# Scotogramma orida
Scotogramma orida là một loài bướm đêm trong họ Noctuidae.